# Вормски едикт
Вормски едикт (на немски: Wormser Edikt) е нареждане на Карл V, с което на 8 май 1521 г. във Вормс се осъжда Мартин Лутер и се забранява четенето и разпространяването на неговите произведения в империята. Който намери Лутер трябва да го предаде в Рим и неговият подслон е забранен.
Едиктът се издава след изслушването на Лутер на заседанието на Вормския райхстаг на 17 и 18 април 1521 г. Понеже Лутер не признава никакво противоречие, ако не е цитирано от Библията, Карл V издава едикта на 8 май.  След завършването на райхстага на 25 май, текстът на едикта е приет на 26 май от тези участници на имперските съсловия, които още не са си тръгнали и след това издаден.  Още на 3 януари 1521 г. Лутер е чрез папската була Decet Romanum Pontificem отлъчен от църквата.
Вормският едикт не може да се приложи в цялата Свещена Римска империя, понеже Карл V след събранието почти едно десетилетие е извън империята. Особено курфюрст Фридрих от Саксония, при когото Лутер е поданик, не признава валидността на едикта, понеже е приет от неотпътувалото малцинство и нарежда тайното отвличане на Лутер и завеждането му в замъка Вартбург.